# 共生
共生（共棲、きょうせい、symbiosis）とは、複数種の生物が相互関係を持ちながら同所的に生活する現象である。

## 名称
日本語には共棲と共生の二通りの表記がある。共生は1888年（明治21年）に、三好学（植物学者・理学博士）の論文で用いられていることが確認されており、共棲の用例より早い。

## 分類

### 利害による分類

利害による共生の分類

双方の生物の利害に基づくと、以下の六通りに分類できる。
- 相利共生 (そうりきょうせい、mutualism)
  - 双方が利益を得る共生。
- 片利共生 (へんりきょうせい、commensalism)
  - 片方のみが利益を得る共生。
- 中立 (ちゅうりつ、neutrarlism)
  - 双方が利益を得ず、害も被らない共生。
- 寄生 (きせい、parasitism)、捕食-被食関係 (ほしょく-ひしょくかんけい)
  - 片方のみが利益を得、片方が害を被る共生。
- 片害共生 (へんがいきょうせい、amensalism)
  - 片方のみが害を被る共生。
- 競争 (きょうそう、competition)
  - 双方が害を被る共生。

これら相互の間には明確な境界はない。同じ生物の組み合わせでも時間的に利害関係が変化したり、環境要因の影響を受けて関係が変わったりすることもある。また、同一の現象であっても着目する時間や空間のスケールによって害とも益とも見なされる場合がある。共生は利害関係によって単純に分類できるものではない。
相利共生だけが共生ではない。利害関係は可変的であったり観察困難だったりするため、利害関係は考慮せず、複数種の生物が相互関係を持ちつつ同所的に生活している状態がすべて共生と呼ばれている。

### 形態による分類
共生者の生息場所に基づくと、以下のように分類できる。
- 体外共生 (たいがいきょうせい、ectosymbiosis)
  - 宿主の表面や消化管や体表のくぼみ部分に共生者が生息する共生。

- 体内共生 (たいないきょうせい、endosymbiosis)
  - 宿主の内部に共生者が生息する共生。

- 細胞外共生 (さいぼうがいきょうせい、extracellular symbiosis)
  - 宿主の細胞外に共生者が生息する共生。

- 細胞内共生 (さいぼうないきょうせい、intracellular symbiosis)
  - 宿主の細胞内に共生者が生息する共生。後述するアブラムシとブフネラ（共生細菌）の例では、細菌はアブラムシの細胞内に生息している。細胞内共生微生物には単独では培養不能なものが多く、遺伝子の一部が宿主ゲノムに移行していることも多い。
  - リン・マーギュリス（Lynn Margulis，1938年‐2011年）は、真核生物の細胞内にあるミトコンドリアや葉緑体は、細胞内共生細菌が起源であるという細胞内共生説を提唱した。これらの細胞小器官は独自のDNAを持つことなどから、1970年代以降この説の基本的な考え方は広く受け入れられるようになり、むしろ細胞内共生は当初マーギュリスが想定したより遙かに一般的な現象であることが明らかになった。

## 宿主、共生者、伝播
共生する生物の内、体が大きい方を宿主 (しゅくしゅ、host)、体が小さい方を共生者 (きょうせいしゃ、symbiont) という。
宿主と共生者とが出会い、共生関係になる過程を伝播 (でんぱ) と呼ぶ。卵などを通じて親から共生関係を受け継ぐ場合を垂直伝播 (すいちょくでんぱ)、環境を介して受け継ぐ場合を水平伝播 (すいへいでんぱ) という。多くの昆虫に細胞内共生する細菌であるボルバキアは垂直伝播を行うが、宿主昆虫の性を操作することで自らの伝播をコントロールすることが知られている。

## 研究史
1877年、アルバート・ベルンハルト・フランクが地衣類における相互関係にsymbiosisという用語を用いて記述した。

1879年、アントン・ド・バリーが異種生物間における共生の意を定義した。
元々、生物学の中では、共生は種間関係の中でも特殊なものと考えられがちであった。これには、近代科学の発達の場となったヨーロッパではトマス・ホッブズの「万人の万人に対する闘争」という有名なフレーズが端的に示すように、社会的自然状態を競争と捉えることが受け入れられやすい思想背景があったことが影響しているかもしれない。日本でも1980年代までの生態学者の書いた教科書では、影響しあう2種の生物の種間関係を、捕食-被食関係、競争関係、共生関係、寄生関係の4つのパターンに分類し、これらのうち、あくまでも主流とみなすべきは捕食被食関係と競争関係であり、共生や寄生は例外的なものとして重視するべきではないと書かれたものもあった。
しかし、その後理解が進むにつれて共生が普遍的な現象であり、生態系を形成する基本的で重要な種間関係の一つであることが認識されてきた。また、かつては共生と寄生は別の現象とみなされたが、関係する生物相互のバランスによって双方が利益を得る状態（相利共生）から片方が利益を得てもう片方が被害を受ける状態（寄生）まで連続して移行しうる例が多く検出され、互いにはっきりと分離できないことがわかってきた。そのため現在では、共生という種間関係は相利共生や寄生といった関係をすべて含む上位概念として捉えられている。

## 例

### 動物と動物

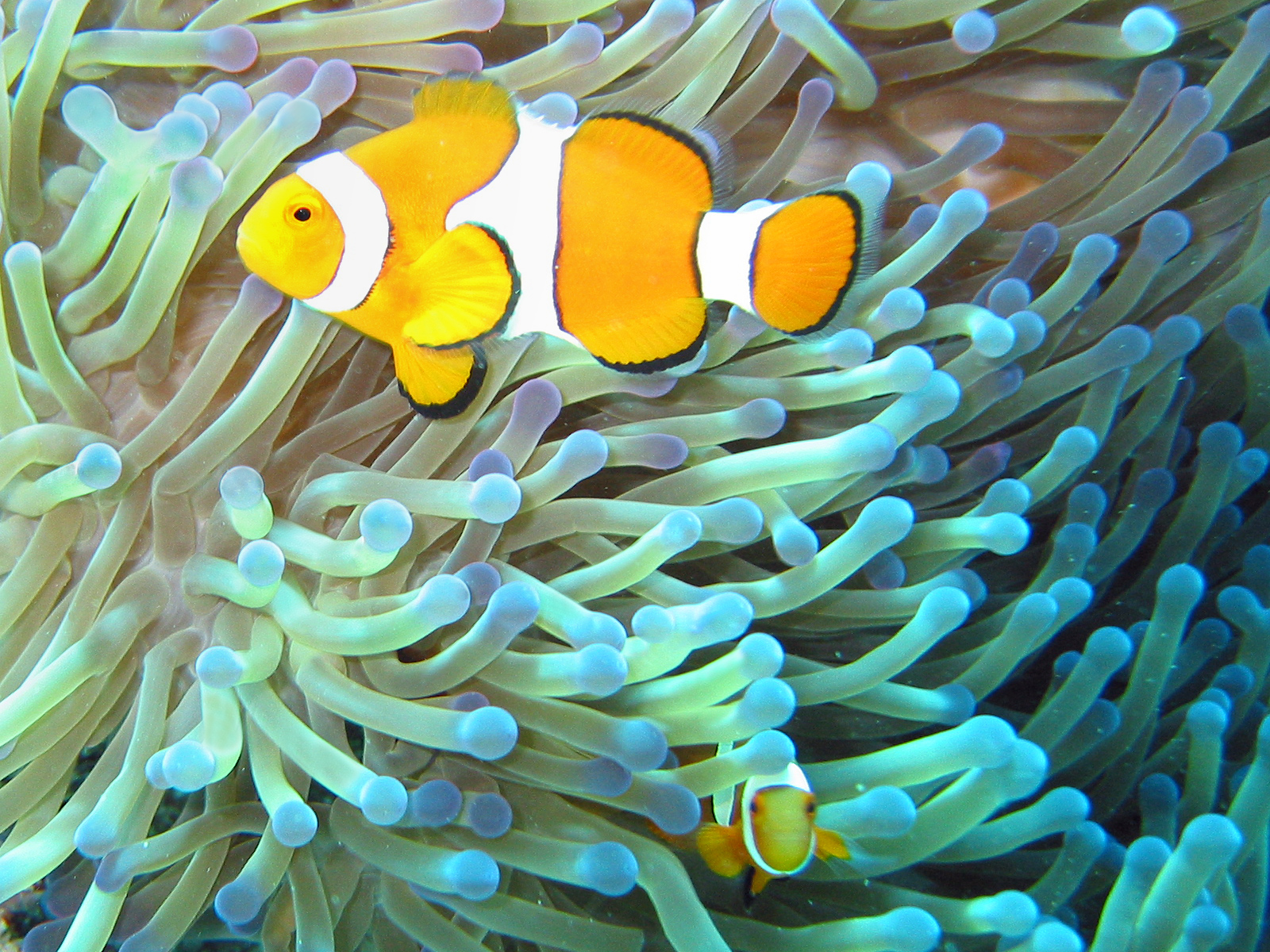
カクレクマノミとイソギンチャク

- 魚類であるクマノミと、刺胞動物であるイソギンチャクの共生関係は有名である。イソギンチャクの触手には、異物に触れると毒針を発射する「刺胞」という細胞が無数にあり、これで魚などを麻痺させて捕食している。ところがクマノミの体表には特殊な粘液が分泌され、イソギンチャクの刺胞は反応しない。このためクマノミは大型イソギンチャクの周囲を棲みかにして外敵から身を守ることができる。一方、イソギンチャクがこの関係からどの様な利益を得ているかはっきりせず、この関係は片利共生とみられる。一説には、イソギンチャクの触手の間のゴミをクマノミが食べる、またクマノミの食べ残しをイソギンチャクが得る、イソギンチャクの天敵チョウチョウウオをクマノミが追い払うといった相利共生とされることもある。また一説には、イソギンチャクの触手の中に藻類が共生しており、クマノミが近くにいることによって触手が伸び、藻類の光合成が盛んになるという3種間による壮大な共生を説明しているものもある。クマノミのほかにもイソギンチャクカクレエビなど、イソギンチャクと共生する生物は多い。また一説として、クマノミは自分で食べられない大きなエサをイソギンチャクに与えて大きく育てることで、自らの利益につなげている可能性が指摘されている[4]。

- ヤドカリやカニの中には、小型のイソギンチャクをはさみや貝殻につけて身を守る種類がある。ヤドカリは自分の体が大きくなると貝殻を替えなければならないが、そのときイソギンチャクは自ら移動したり、ヤドカリがはさみで剥がして移し替えたりする。お互いに食物のやりとりもしているとみられる。

### 動物と菌類
- 養菌性キクイムシ（アンブロシアビートル）は、材中に掘った坑道の中に植えつけた共生菌類（アンブロシア菌）のみを食べて生活するキクイムシの一群である。成虫の体にはマイカンギアと呼ばれる菌を運搬するための構造があり、材内で羽化した新成虫は育った坑道内のアンブロシア菌を身につけて材を脱出し、新たな坑道を掘ってそこに植え付けて次世代の餌とする。

### 動物と原核生物
- アブラムシ（アリマキ）と、その細胞内で生息するブフネラという細菌は、非常に強い相利共生の関係にある。アブラムシが主食としている植物の師管液には、グルタミンとアスパラギン以外の必須アミノ酸はほとんど含まれていない。本来ならアブラムシはこれだけで生命を維持することは不可能なはずである。しかしアブラムシの細胞内のブフネラが、これら2つのアミノ酸を基に他のアミノ酸を合成し、アブラムシの細胞内に供給しているため、師管液のみで必要な栄養を得ることができる。アブラムシはブフネラなしでは生命を維持することができない。一方、ブフネラは自らの生命を維持するための遺伝子の多くを失っており、アブラムシの細胞内でしか分裂・増殖することができない。この共生関係は2億年にわたり世代間で引き継がれてきており、共生がなされる以前のブフネラの祖先は大腸菌の仲間であったと考えられている。（Shigenobu, S. et al. Nature 407, 81-86 (2000)）

### 植物と菌類
- 菌根は植物の根と菌類とによる多様な共生体である。その種間関係も相利共生から菌の植物に対する寄生、植物の菌に対する寄生菌従属栄養植物と幅広い。

- 内生菌（エンドファイト）は植物の体内に目に見える症状を起こさずに感染している菌類である。牧草などイネ科草本と共生するバッカクキン科内生菌は生理活性物質を生産し、宿主植物の病虫害抵抗性が向上したり環境ストレス耐性が向上したりする。一方でこれらの菌には宿主の有性生殖を阻害するものがある。樹木内生菌には共生状態では何もせず葉の老化とともに感染を広げるだけで、落葉後いち早く分解菌としての活動を開始するものがある。

- 植物にうどんこ病を起こすウドンコ菌は、植物病原菌としては例外的に真の寄生者であり、宿主植物の生きた細胞内に吸器を差し入れて養分摂取を行う。アーバスキュラー菌根菌は多くの植物と相利共生を営むが、宿主の細胞内に菌糸を侵入させて樹枝状体を形成して物質交換を行う。ラン科植物には栄養的にラン菌根菌に多少なりとも寄生するが、根の皮層細胞内に菌を侵入させてペロトンという構造を形成する。これらの例ではいずれも細胞内に侵入する菌類の菌糸は細胞壁を貫通するが、細胞膜を破ることはない。また、ペロトンの消化段階などを除き細胞内の菌糸は外部の菌体とつながっている。

### 植物と原核生物
- 根粒はマメ科などに見られる根粒菌と呼ばれる細菌との共生体である。根粒菌は植物が利用不可能な大気中の窒素を固定して植物に供給し、植物は根粒菌に栄養として炭水化物を与えている。

### 藻類と菌類
- 地衣類は藻類（シアノバクテリアあるいは緑藻）と菌類からなる共生体である。菌類は乾燥などの環境変化から藻類を保護し、藻類は光合成によって栄養供給の役割を担っているなど、高度に相互依存している。

### 原核生物と原核生物
- メタン菌と酢酸生成菌の共生など、原核生物同士の共生関係もある。酢酸生成菌は嫌気条件で有機物を酢酸と水素に分解し、次いでメタン菌が酢酸と水素を利用してメタンを合成する。本来、有機物から酢酸を生成する反応は吸エルゴン反応であり、反応は進行しないが、メタン菌の存在により酢酸濃度が低く抑えられるため反応を進めることができる。一方、メタン菌にとっては基質を提供してもらえるというメリットがあり共生関係が成立する。真核生物の起源を説明する説の一つに、この共生を基にメタン菌（古細菌）が酢酸生成菌（真正細菌）を飲み込む方向に進化し、真核生物が成立したとする「水素仮説」がある。

### 人類と農産物や使役動物
- 人類による農業や役畜も相利共生である。人間は農産物から食材や素材を得て、使役動物を移動手段や労働力として使う。農産物は基本的に最終的に収穫・殺害され、使役動物も使役を強制される代わり、良好な生育環境や繁殖の補助というメリットを受け自然界にいるよりも個体数を大幅に増やせるため、片害共生ではなく相利共生である。家畜の多くは家畜化という形で進化しており、人間との相利共生に依存している。特にカイコは野生回帰能力を完全に喪失しており、人間の飼育下でしか生存出来ない。なお、捕食生物が被食生物を育てる相利共生は昆虫や魚類、はては粘菌にすら見られ、人類固有のものではない。（農業#農業生物）

## 他分野への意味の拡張

### 環境社会学
環境社会学においては自然と人間の共生という考え方がある。自然災害の増加から、国際連合による国連防災世界会議では「自然を制するのではなく、自然と共生する社会を目指す」という主旨を標榜している。ユネスコでは生物多様性条約をうけ、生態系を環境財と位置づけ、持続可能性の観点からも「自然との共生」を重視する。その代表格として日本の里山がある。人間の手が入ることで生態系が維持され、人間も営みに必要なものを享受する互換関係は正しく「自然との共生」であり、SATOYAMAイニシアティブとして国際社会に広まりつつある。さらにそうした里山景観を保護する文化財保護法による重要文化的景観では、「有機的景観（Organaically Landscape）」として顕彰されている。

### 経済学
マーケティングの考え方の中に共生マーケティング(Commensal Marketing,w:Co-marketing,Symbiotic Marketing)がある。これは企業と企業、企業と消費者、自国と他国、人間と自然が共に生き、信頼を最優先するマーケティングである。キヤノンの企業理念にも「共生」が使われており、また、かつて福田康夫も「共生」を旗印に使った。価値観の多様化が進む社会情勢を反映し、政党の中でも「社会的共生」を訴える団体も出てきている（生活の党、みどりの風など）。

### 建築学
黒川紀章は「共生の思想」を建築の領域で展開し、最晩年には共生新党を結成して政界への進出を試みた。

### 哲学
日本では1922年（大正11年）に、椎尾弁匡が仏教運動として共生運動を始め、共生が単なる生物学的な意味だけでなく、哲学的な意味を含む言葉になっていった。